# Percina nigrofasciata
Percina nigrofasciata är en fiskart som först beskrevs av Louis Agassiz, 1854.  Percina nigrofasciata ingår i släktet Percina och familjen abborrfiskar. Inga underarter finns listade i Catalogue of Life.